# Колли, Кеннет
Кеннет Колли (англ. Kenneth Colley; 7 декабря 1937, Манчестер — 30 июня 2025, Ашфорд) — английский актёр кино и телевидения, чья карьера длилась более шестидесяти лет.

## Биография
Колли родился 7 декабря 1937 года в Манчестере, Ланкашир. Одним из его ранних появлений на британском телевидении была роль Ноа Райли в полицейской драме 1970-х годов «Суини», в эпизоде под названием «Ловушка». Как актёр-шекспировед он сыграл герцога Венского в телевизионной шекспировской постановке «Мера за меру» на BBC в 1979 году.
Колли много работал с британским режиссёром Кеном Расселом с начала 1970-х по начало 1990-х годов. Он сыграл роль Модеста Чайковского в фильме «Любители музыки» (1971). Затем он сыграл роль Леграна в «Дьяволах» Рассела (1971). Его последней ролью для Рассела была роль капитана Дрейфуса в фильме «Узник чести» (1991), посвященном делу Дрейфуса.
Что касается его работы во франшизе «Звездные войны», роль Колли в роли адмирала Пиетта отличается от других злополучных имперских офицеров, которые появлялись вместе с ним. Колли повторил свою роль Пиетта в специальном анимационном фильме «Lego Star Wars: Империя наносит ответный удар». в сентябре 2012 года. Так совпало, что Колли и Дэвид Проуз сыграли роли в фантастическом фильме «Бармаглот» (1977).
Колли также сыграл заметную роль в фильме Клинта Иствуда 1982 года «Огненный лис», где он сыграл советского полковника.
На сегодняшний день Колли снял один фильм, «Приветствия» (2007), фильм ужасов с Кирсти Кокс, Генри Даном и Беном Шокли в главных ролях.

## Личная жизнь
Колли проживал в Хайте, графство Кент.
Скончался 30 июня 2025 года в Ашфорде, графство Кент, Англия, в возрасте 87 лет в результате заражения COVID-19 и развития пневмонии.